# 玉之海正洋
玉之海正洋（日语：／ Tamanoumi Masahiro，1944年2月5日—1971年10月11日），原名竹內正夫（舊姓谷口），日本愛知縣寶飯郡蒲郡市出身的前大相撲力士，第51代橫綱。他身高1.77米，重135公斤，所屬相撲部屋是片男波部屋。
他在1959年首次亮相，於1964年進入了幕內級別。他贏得了六次優勝，並在另外12次獲得亞軍。在他職業生涯的早期，他還獲得了六個三賞和四個金星。他於1970年1月與他的朋友和競爭對手北之富士勝昭同時晉升為橫綱，兩人代表了大鵬幸喜後的新時代的到來。1971年10月延遲闌尾切除術後驟逝。

## 生涯
他出生在大阪，但由於大阪大空襲，他被疏散至蒲郡市。玉之海在1959年3月開始他的職業相撲生涯，加入了二所之關部屋 部屋，與大橫綱大鵬是同一部屋。在那個階段，他使用了另一個四股名:玉之島。一直指導他的教練前關脇玉乃海代太郎在1962年自立門戶成立了片男波部屋，玉之海隨之加入了他的部屋。1964年3月，他進入了幕內級別，1965年，比賽規則的變化意味著來自同一門的力士可以在比賽中相遇，而玉之島在第一場正式比賽中擊敗了大鵬。 
1966年11月，他被晉升為第二高等級的大關，年僅22歲。起初，他無法在大關等級獲得兩位數的分數，但他從1967年11月開始顯著改善。1968年5月在連續三次獲得亞軍之後，他終於以13勝2負的戰績奪得了他的第一個優勝。橫綱審議委員會在此結果之後決定不對他行晉升，因為他在比賽中第一周內輸給了兩個低級別的對手。1969年11月，他以10-5的戰績創造了紀錄。1970年1月，他與同伴大關北之富士一起參加了季后賽。玉之島輸掉了比賽，但在比賽結束後，北之富士和玉之島都晉升為橫綱。隨著柏戶剛引退，大鵬很快就跟隨，兩人迎來了新的北-玉時代。
晉升橫綱後，玉之島將他的名字更改為他玉之海。他作為橫綱後的第一次優勝是在1970年9月，他在11月再次取得勝利。1971年7月，玉之海贏得了他的第六個也是最後一個優勝，他的第一個以完美的15-0完勝戰績獲得冠軍。

## 死亡
自1971年7月以來，玉之海需要進行闌尾切除術，但他覺得橫綱的責任並不想退出1971年9月的秋場所比賽。在比賽服用止痛藥後，他於10月2日在大鵬的退休儀式上擔任服務員後才進入醫院。由於延誤手術，他處於腹膜炎的邊緣。該手術似乎進展順利，他原定於10月12日離開醫院，但在11日早晨，他癱倒了，無法得救。結果他出現了肺栓塞。他是歷史上第四個死於橫綱任內的力士。
北之富士勝昭是他好朋友，也是競爭對手，對玉之海的死感到震驚。他才27歲，如果他還活著，可能會贏得更多優勝。在他的最後七場比賽中，他贏得了四場比賽並在其他三場比賽中獲得亞軍，並且在105場比賽中只輸掉了9場。他作為橫綱的勝率是86.7，僅次於20世紀的雙葉山定次，他當時只贈送了三個金星章。